# Agrilus vayssieresi
Agrilus vayssieresi es una especie de insecto del género Agrilus, familia Buprestidae, orden Coleoptera.
Fue descrita científicamente por Curletti, 2005.